# باشگاه فوتبال تالینا کالو
باشگاه فوتبال تالینا کالو (به استونیایی: JK Tallinna Kalev) یک باشگاه فوتبال حرفه‌ای در کشور استونی است که در شهر تالین، پایتخت این کشور، مستقر است. این باشگاه در حال حاضر در لیگ برتر فوتبال استونی، موسوم به مئستری‌لیگا (Meistriliiga)، رقابت می‌کند.
تالینا کالو در سال ۱۹۱۱ تأسیس شد و یکی از قدیمی‌ترین باشگاه‌های فوتبال فعال در استونی به شمار می‌آید. این باشگاه در دوران فعالیت خود، سه عنوان قهرمانی در لیگ برتر فوتبال استونی و یک عنوان نایب‌قهرمانی در جام حذفی فوتبال این کشور کسب کرده‌است. با وجود فراز و فرودهایی در طول تاریخ، باشگاه توانسته جایگاه خود را به عنوان یکی از باشگاه‌های ریشه‌دار فوتبال استونی حفظ کند.
این باشگاه بخشی از سازمان ورزشی Kalev Sports Association است که در دوران قبل از اشغال شوروی نقش مهمی در توسعهٔ ورزش در استونی ایفا می‌کرد. پس از استقلال دوباره استونی در اوایل دههٔ ۱۹۹۰، باشگاه بازسازی شد و مجدداً در رقابت‌های فوتبال کشور فعال گردید.
رنگ رسمی تیم، آبی و مشکی است و بازی‌های خانگی آن در ورزشگاه Kalevi Keskstaadion برگزار می‌شود که یکی از ورزشگاه‌های قدیمی و شناخته‌شدهٔ شهر تالین است.
تالینا کالو علاوه بر تیم اصلی مردان، در رده‌های پایه و همچنین در فوتبال زنان نیز فعالیت دارد. تیم فوتبال زنان باشگاه در سال‌های اخیر پیشرفت قابل توجهی داشته و در لیگ برتر فوتبال زنان استونی نیز حضوری مستمر دارد.